# Expositionsklasse
Die Expositionsklasse ist ein Begriff aus dem Betonbau.
Um eine ausreichende Dauerhaftigkeit sicherzustellen, müssen Betonbauteile ausreichend widerstandsfähig gegenüber chemischen und physikalischen Einwirkungen aus ihrer Umgebung und Nutzung sein. Die Einwirkungen aus den verschiedenen Umweltbedingungen werden in Expositionsklassen eingeordnet, die auf den Beton, den Betonstahl oder metallische Einbauteile einwirken können und die nicht als Lasten bei der konstruktiven Bemessung berücksichtigt werden. Daraus folgen die Anforderungen an die Zusammensetzung des zu verwendenden Betons sowie die Betondeckung und die zulässige Rissbreite.

## Expositionsklassen nach Eurocode, DIN und ÖNORM
Die Bezeichnungen der einzelnen Expositionsklassen setzt sich aus dem Buchstaben X (für Exposition), der Kennung für die Art der schädigenden Einwirkung und einer Ziffer, die die Intensität der Schädigungseinflüsse kennzeichnet, zusammen. Für die verschiedenen Arten von Einwirkungen werden folgende Abkürzungen aus dem Englischen verwendet:
- 0 für Zero Risk (kein Angriffsrisiko)
- C für Carbonation (Carbonatisierung)
- D für Deicing Salt (wechselfähige Chloride beispielsweise aus Streusalz)
- S für Seawater (Meerwasser)
- F für Frost (Frost und Taumittel)
- A für Chemical Attack (chemischer Angriff)
- M für Mechanical Abrasion (mechanischer Angriff (Abrieb, Verschleiß o. Ä.))

In Deutschland sind die Expositionsklassen in DIN EN 1992-1-1 („Eurocode 2“) mit dem nationalen Anhang DIN EN 1992-1-1/NA geregelt. Außerdem sind die DIN EN 206-1 mit den Änderungen A1 und A2 und die DIN 1045–2 mit den Anwendungsregeln zur DIN EN 206-1 zu berücksichtigen.
In der letzten, inzwischen zurückgezogenen Fassung der DIN 1045-1 (2008–08) wurden die Expositionsklassen um die Exposition W „Betonkorrosion infolge Alkali-Kieselsäure-Reaktion“ erweitert. Dieser Exposition werden keine Mindestbetonfestigkeitsklassen zugewiesen. In Österreich sind diese Expositionsklassen gleich benannt, weisen jedoch in der Zuordnung andere Beispiele auf.

## Tabelle der Expositionsklassen (Umgebungsklassen)
| Expositionsklassen nach Eurocode 2 (EN 1992)                                                                | | |
| Expositionsklasse                                                                                           | Umgebungsbedingung | Beispiele für die Zuordnung (informativ) nach nationalem Anhang DIN EN 1992–1-1/NA [2011–01] |
| Kein Korrosions- oder Angriffsrisiko                                                                        | | |
| X0 | Kein Korrosions- oder Angriffsrisiko | unbewehrte Fundamente ohne Frost, unbewehrte Innenbauteile |
| XC: Bewehrungskorrosion, ausgelöst durch Karbonatisierung                                                   | | |
| XC1 | Trocken oder ständig nass | Bauteile in Innenräumen mit üblicher Luftfeuchte (Küche, Bad in Wohngebäuden o. ä.) |
| XC2 | Nass, selten trocken | Teile von Wasserbehältern, Gründungsbauteile |
| XC3 | Mäßige Feuchte | Bauteile mit häufigem oder ständigem Kontakt zur Außenluft (offene Hallen), Innenräume mit hoher Luftfeuchtigkeit (gewerbliche Küchen, Bädern, Wäschereien), in Feuchträumen von Hallenbädern und Viehställen |
| XC4 | Wechselnd nass und trocken | Außenbauteile mit direkter Beregnung, Bauteile in Wasserwechselzonen |
| XD: Bewehrungskorrosion, ausgelöst durch Chloride, ausgenommen Meerwasser                                   | | |
| XD1 | Mäßige Feuchte | Bauteile im Sprühnebelbereich von Verkehrsflächen |
| XD2 | Nass, selten trocken | Schwimmbecken, Bauteile, die chloridhaltigen Industrieabwässern ausgesetzt sind |
| XD3 | Wechselnd nass und trocken | Teile von Brücken, Fahrbahndecken, Parkdecks |
| XS: Bewehrungskorrosion, ausgelöst durch Chloride aus Meerwasser                                            | | |
| XS1 | Salzhaltige Luft, kein unmittelbarer Kontakt mit Meerwasser | Außenbauteile in Küstennähe |
| XS2 | Unter Wasser | Bauteile in Hafenbecken, die ständig unter Wasser liegen |
| XS3 | Tidebereiche, Spritzwasser- und Sprühnebelbereiche | Kaimauern in Hafenanlagen |
| XF: Betonangriff durch Frost mit und ohne Taumittel                                                         | | |
| XF1 | Mäßige Wassersättigung ohne Taumittel | Außenbauteile |
| XF2 | Mäßige Wassersättigung mit Taumittel oder Meerwasser | Betonbauteile im Sprühnebelbereich von taumittelbehandelten Verkehrsflächen, Betonbauteile im Sprühnebel von Meerwasser |
| XF3 | Hohe Wassersättigung ohne Taumittel | offene Wasserbehälter, Bauteile in der Wasserwechselzone von Süßwasser |
| XF4 | Hohe Wassersättigung mit Taumittel oder Meerwasser | Straßenbeläge, die mit Taumitteln behandelt werden, Bauteile im Spritzwasserbereich von taumittelbehandelten Verkehrsflächen, Räumerlaufbahnen von Kläranlagen, Meerwasserbauteile in der Wasserwechselzone |
| XA: Betonangriff durch chemischen Angriff der Umgebung                                                      | | |
| XA1 | Chemisch schwach angreifende Umgebung | Behälter von Kläranlagen, Güllebehälter |
| XA2 | Chemisch mäßig angreifende Umgebung und Meeresbauwerke | Betonbauteile, die mit Meerwasser in Berührung kommen, Bauteile in stark betonangreifenden Böden |
| XA3 | Chemisch stark angreifende Umgebung | Industrieabwasseranlagen mit chemisch sehr stark angreifenden Abwässern |
| Zusätzliche Expositionsklassen nach deutschem nationalem Anhang zum Eurocode 2 (DIN EN 1992–1-1/NA:2011–01) | | |
| W: Betonkorrosion infolge Alkali-Kieselsäure-Reaktion                                                       | | |
| WO | Beton, der nach dem Austrocknen während der Nutzung weitgehend trocken bleibt (trocken)                                                                                              | Innenbauteile eines Hochbaus Bauteile, auf die Außenluft, aber kein Niederschlag, Oberflächenwasser, Bodenfeuchte einwirken und/oder die nicht ständig einer rel. Luftfeuchte > 80 % ausgesetzt sind |
| WF | Beton, der während der Nutzung häufig oder längere Zeit feucht ist (feucht) | Ungeschützte Außenbauteile mit Einwirkung von Niederschlägen, Oberflächenwasser und Bodenfeuchte Innenbauteile des Hochbaus für Feuchträume mit einer überwiegend höheren relativen Luftfeuchte als 80 %, (z. B. Hallenbäder, Wäschereien, andere gewerbliche Feuchträume) Bauteile mit häufiger Taupunktunterschreitung (z. B. Schornsteine, Wärmeübertragerstationen, Filterkammern und Viehställe) Massige Bauteile gemäß DAfStb-Richtlinie mit kleinsten Abmessungen > 0,80 m (unabhängig vom Feuchtezutritt) |
| WA | Beton, der während der Nutzung häufig oder längere Zeit feucht ist und zusätzlich häufiger oder langzeitiger Alkalizufuhr von außen ausgesetzt ist (feucht + Alkalizufuhr von außen) | Bauteile mit Meerwassereinwirkung Bauteile unter Tausalzeinwirkung ohne zusätzliche hohe dynamische Beanspruchung (z. B. Spritzwasserbereiche, Fahr- und Stellflächen in Parkhäusern), Bauteile von Industriebauten und landwirtschaftlichen Bauwerken (z. B. Güllebehälter) mit Alkalisalzeinwirkung |
| WS | Beton der Klasse WA mit zusätzlicher hoher dynamischer Beanspruchung (feucht + Alkalizufuhr von außen + starke dynamische Beanspruchung)                                             | Bauteile unter Tausalzeinwirkung mit zusätzlicher hoher dynamischer Beanspruchung (z. B. Betonfahrbahnen) |
| Zusätzliche Expositionsklassen nach DIN 1045–2:2008–08                                                      | | |
| XM: Betonangriff durch Verschleißbeanspruchung                                                              | | |
| XM1 | Mäßige Verschleißbeanspruchung | Straßenbeläge in Wohngebieten |
| XM2 | Schwere Verschleißbeanspruchung | Straßenbeläge von Hauptverkehrsstraßen, Verkehrsflächen mit schwerem Gabelstaplerverkehr |
| XM3 | Extreme Verschleißbeanspruchung | Beläge von Flächen, die häufig mit Kettenfahrzeugen befahren werden (Kasernenhof), Wasserbauwerke in geschiebebelasteten Gewässern (Oberlauf von Flüssen, Tosbecken) |

Im DVGW-Arbeitsblatt W 300 mit Erscheinungsdatum Oktober 2014 wird für die Anwendung in Trinkwasserbehältern eine eigene Expostitionklasse X TWB definiert.